# Gerdt Stendahl

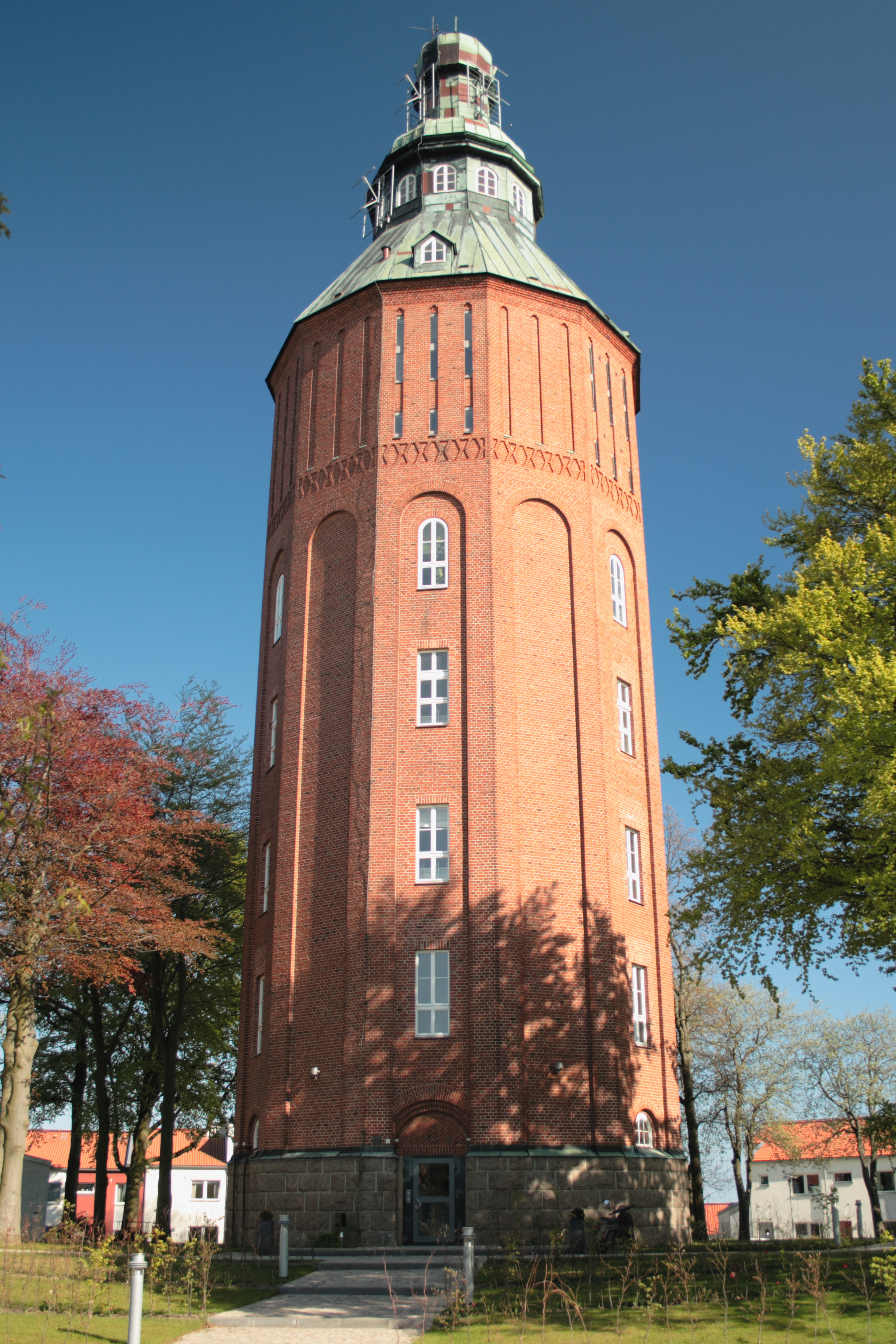
Ystads gamla vattentorn

Gerdt Gustaf Hakon Stendahl född 6 juni 1884 i Göteborg, död där 15 september 1971, var en svensk arkitekt och etsare.

## Liv och verksamhet
Han var son till majoren Axel Stendahl och Nicoline Benecke och från 1918 gift med Sigrid Katharina Genberg och far till Göran Stendahl.
Efter studentexamen i Stockholm 1903 studerade Stendahl vid Kungliga Tekniska Högskolan 1903–1907 och vid Kungliga Akademien för de fria konsterna 1907–1910 där han även deltog i Axel Tallbergs etsarskola. Han var anställd på Ullrich & Hallquisths arkitektkontor 1910 och utförde arbeten i Ryssland för Allmänna ingenjörsbyrån 1913. Mellan 1914 och 1916 drev han egen arkitektverksamhet. 1916 anställdes han på Göteborgs drätselkammare. Från 1931 fram till pensionen 1951 var han chef för dess arkitektbyrå och står därigenom bakom ett stort antal byggnader i staden.
Gerdt Stendahl är begravd på Kvibergs kyrkogård.

## Verk i urval
- Torgbron, Lidköping (1914) [6]
- Ystads gamla vattentorn (1915)
- Viloplatsen – kvarteren Kinnekulle och Halleberg, Bagaregården (1919–22)
- Egna villan på Överåsgatan 4 i Örgryte
- Fjällbohemmet, fattigvårdsanstalt i Fjällbo (tillsammans med Karl Severin Hansson) (1939)

## Bilder

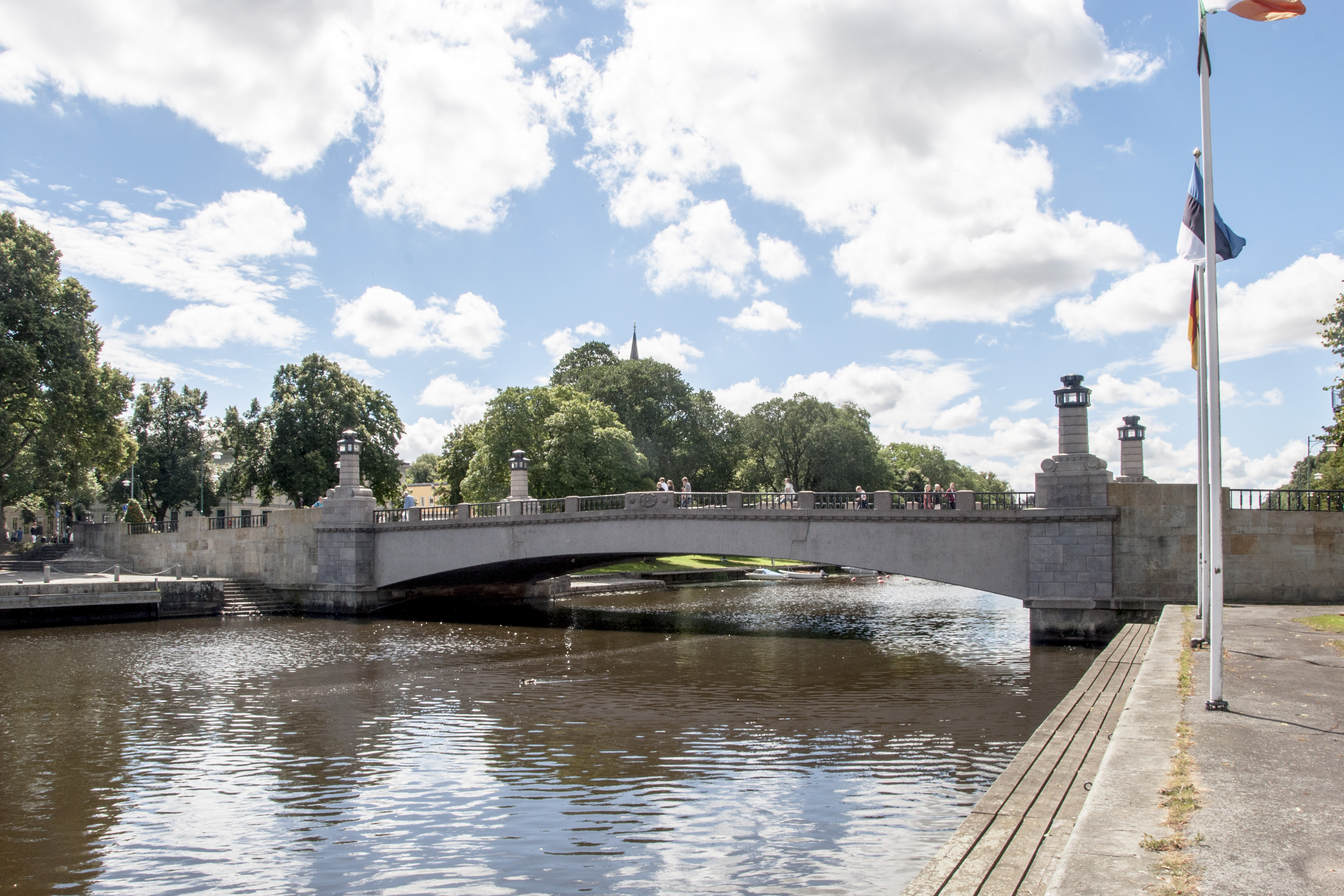
Torgbron i Lidköping
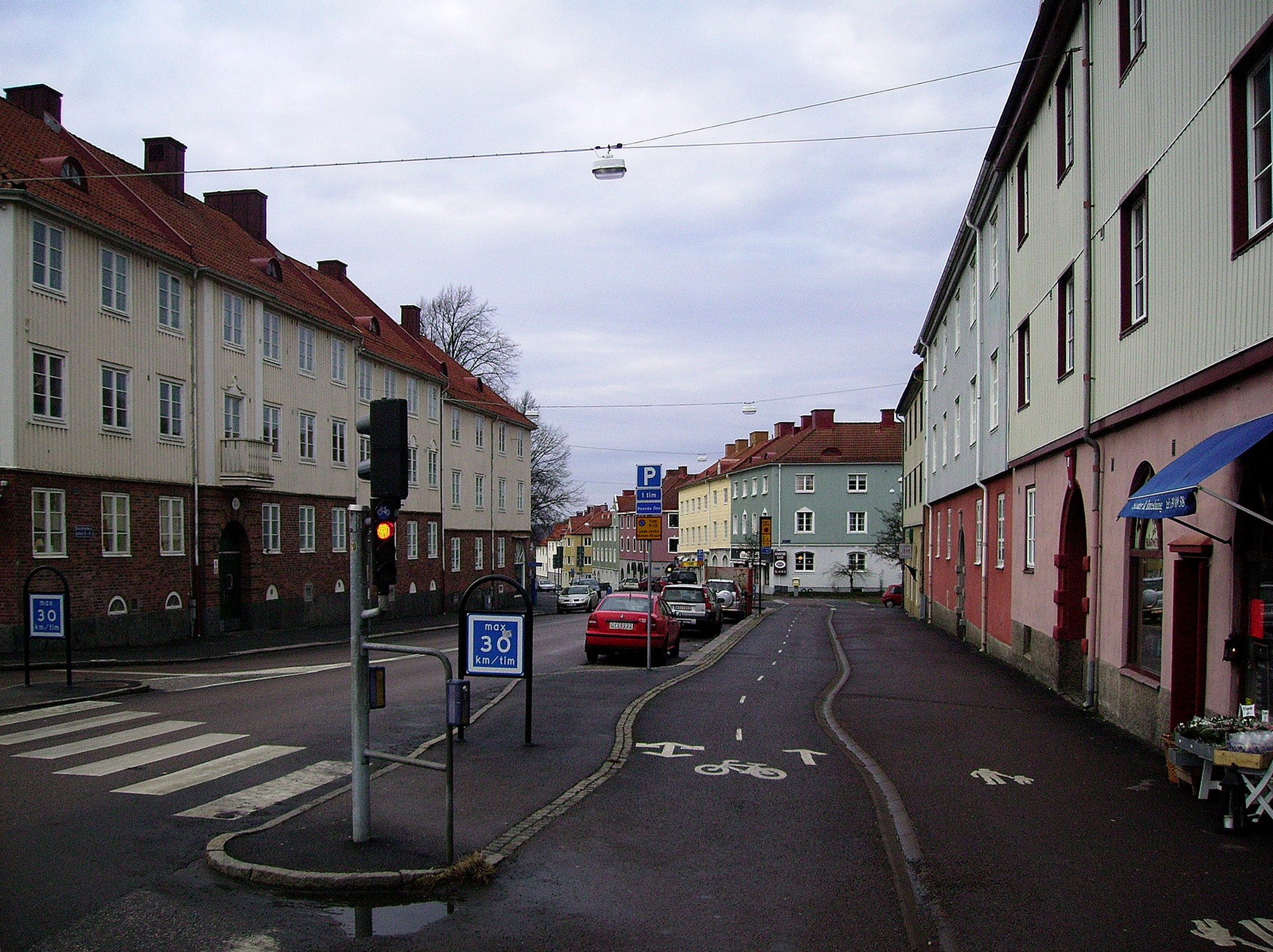
Hus i Bagaregården (t.v.)
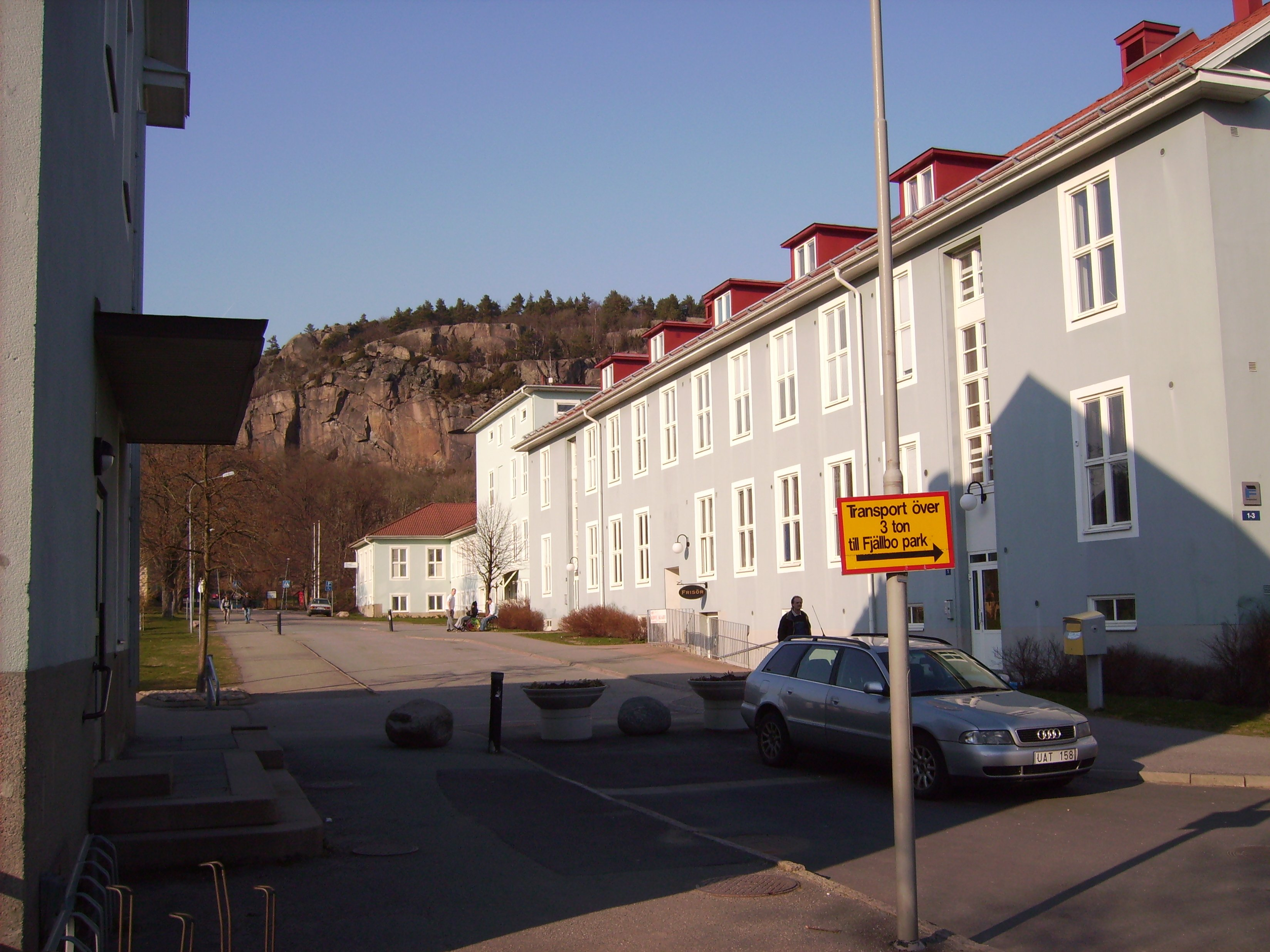
Fjällbohemmet